# تشنار (فريمان)
تشنار (بالفارسية: چنار) هي قرية تقع في قسم بالابند الريفي في إيران. يقدر عدد سكانها بـ 234 نسمة بحسب إحصاء 2016.